# Stadhouderskade 155
Het pand Stadhouderskade 155 is een gebouw aan de Stadhouderskade/Singelgracht in De Pijp te Amsterdam-Zuid. 
Het voormalige herenhuis is opgetrokken naar een ontwerp van Jan Willem Hartgerink, en Hendrik Dirks Kramer, die bijna dit gehele gedeelte van de Stadhouderskade volbouwden. De bouwstijl is eclectisch, Hartgerink en Kramer waren van huis uit geen echte architecten. Het gebouw heeft dezelfde uiterlijke kenmerken als Stadhouderskade 154 en Stadhouderskade 156. In 2016 is de begane grond al enige tijd tussen de nummer 154 en 155 doorgebroken om huis te bieden aan een sportschool, daarvoor waren er ook al bedrijven gevestigd.
De eerste huurder van het pand was ambtenaar Frederik Rudolf Seelig (geboren Batavia 20 mei 1853) en Henriëtte Catharina Geertruida Pluijgers (1842-1908). Zij kregen hier zoon Johan Carl Louis Jules. F.R. Seelig werkte bij Wijnhandelaars De Vos en Ter Meulen aan het Rokin. Seelig ging in 1889 failliet en tevens onvindbaar. In 1892 was er een kleine binnenbrand in het gebouw. Rond 1930 was hier woonachtig de familie Hartog Joël van Frank en Francina (Fransje) Davidson. Van Frank was ook de makelaar die de bovenwoning in 1931 te huur zette voor 1400 gulden per jaar. Zij stierven beiden voor het uitbreken van de Tweede Wereldoorlog. Hun kinderen Josina van Frank (1910-1943) en Irene van Frank (1916-1945) werden omgebracht door Nazi-Duitsland. Ook de directie familie Fransje Davidson werd daar omgebracht. 
Oost ·
160 ·
158 ·
157 ·
156 ·
155 ·
151-154 ·
149-150 ·
145-146 ·
142-144 ·
140-141 ·
137-139 ·
135-136 ·
130-134 ·
129 ·
128 ·
125-127 ·
123-124 ·
116-122 ·
115 ·
110-113 ·
100-101 ·
97 ·
95-96 ·
93-94 ·
92 ·
91 ·
89-90 ·
87-88 ·
86 ·
85 ·
84 ·
82-83 ·
78-79 ·
77 ·
Heineken Brouwerij ·
74 ·
72-73 ·
69-70 ·
68 ·
67 ·
65-66 ·
64 ·
62-63 ·
60-60a ·
58-59 ·
56-57 ·
Willemshuis ·
Van Nispenhuis ·
Kapel van Sint Josephs Gezellen-Vereeniging ·
54 ·
52-53 ·
47-49 ·
Carel Willinkplantsoen ·
Polderhuis ·
Ruysdaelkade 2-4 ·
Judith Leysterbrug ·
42 (Rijksmuseum) ·
40-41 ·
31-35 ·
30 ·
29 ·
Park Centraal Amsterdam ·
Stedemaagd (Vondelpark) ·
Byzantium ·
Koepelkerk ·
12 (Marriott) ·
Persilhuis ·
7 ·
5 ·
3 ·
1 ·
West